# Faithless Lover
Faithless Lover è un film muto del 1928 diretto da Lawrence C. Windom. Prodotto dalla Krelbar Pictures Corporation sotto la supervisione di Sherman S. Krellberg e distribuito dalla Collwyn Pictures Corporation, il film aveva come interpreti principali Eugene O'Brien, Gladys Hulette, Raymond Hackett. La sceneggiatura di Jack Murray si basa sull'omonimo racconto a firma Baroness D'Arville, racconto di cui non si conosce la data di pubblicazione.

## Trama
L'ingegnere edile Austin Kent è innamorato di Mary Callender, una giovane appartenente alla buona società che, invece, gli preferisce Harry Ayres, un inutile perdigiorno senza prospettive. Austin cerca di aiutare Harry, prestandogli anche una considerevole somma che gli rende possibile sposare Mary. Ma quando i tre si troveranno a dover affrontare una serie di pericoli legati al crollo di una diga, la situazione di emergenza porterà alla luce i veri caratteri dei due uomini, rivelando la vigliaccheria di Harry contrapposta al coraggio e all'audacia di Austin che riuscirà a portare in salvo Mary. La quale, finalmente, si renderà conto del valore di Austin, ricambiando il suo amore.

## Produzione
Il film fu prodotto dalla Krelbar Pictures Corporation con il titolo di lavorazione The Pasteboard Lover. Le riprese furono completate alla fine di gennaio o a inizio febbraio 1928 negli studi della Cosmopolitan a New York.

## Distribuzione
Distribuito negli Stati Uniti dalla Collwyn Pictures Corporation, il film uscì nelle sale cinematografiche nel gennaio 1928; nel Regno Unito, fu distribuito il 9 ottobre 1930.
Non si conoscono copie ancora esistenti della pellicola che viene considerata presumibilmente perduta.